# St. Angela
St. Angela ist eine deutsche Krankenhausserie, die erstmals 1997 im Vorabendprogramm von Das Erste ausgestrahlt wurde. Produziert wurde sie von der Rhinestone TV Productions GmbH in Hamburg. Die letzte Staffel wurde 2005 gesendet.

## Handlung
In der Serie geht es um den Arbeitsalltag von Pflegeschülern in dem fiktiven Krankenhaus St. Angela. Reibereien untereinander, Liebe, Eifersucht, Probleme mit den Ärzten und Patienten sind an der Tagesordnung.

## Besetzung
Hauptdarsteller
| Darsteller            | Rollenname                      | Folgen     | Jahre            | Bemerkungen                       |
| --------------------- | ------------------------------- | ---------- | ---------------- | --------------------------------- |
| Heike Jonca           | Gudrun Faber-Herrenbrück        | 210–275    | 2004–2005        | Aufsichtsrätin                    |
| Sanna Englund         | Tanja Koch                      | 234–275    | 2004–2005        | Krankenschwester                  |
| Daniel Schäfer        | Paul Faber                      | 208–233    | 2004             | Pflegeschüler                     |
| Sabine Marcus         | Sonja Tietze                    | 209–233    | 2004             | Krankenschwester                  |
| Brigitte Zeh          | Laura Timm                      | 144–       | 2002             | Ärztin im Praktikum               |
| Kim-Sarah Brandts     | Jule Petersen                   | 105–275    | 2001–2005        | Pflegeschülerin                   |
| Florian Kogan         | Murat Özgür                     | 105–275    | 2001–2005        | Pflegeschüler                     |
| Dorina Maltschewa     | Roswitha „Rosi“ Lüttke          | 105–233    | 2001–2004        | Pflegeschülerin                   |
| Christopher Keks      | Antonius „Anton“ von Hohenstein | 105–206    | 2001–2003        | Pflegeschüler                     |
| Friedel Schümann      | Irene Jensen                    | 1–275      | 1997–2005        | Oberschwester                     |
| Martin Kluge          | Dr. Götz Gerlach                | 105–275    | 2001–2005        | Assistenzarzt                     |
| Kerstin Radt          | Lilly Matthies                  | ?, 237–275 | 2003-, 2004–2005 | Pflegeschülerin                   |
| Fiona Molloy          | Kathrin Berger                  | –206       | 1998–2003        | Pflegeschülerin, Krankenschwester |
| Christiane Leuchtmann | Simone Götz                     |            | 1998-            |                                   |
| Verena Zimmermann     | Lisa Baumann                    |            | 2000–            | Pflegeschülerin                   |
| Julia Goehrmann       | Dr. Carola Venske               | 105–157    | 2001–2002        | Oberärztin                        |
| Dieter Bach           | Dr. Maximilian Weiser           | 105–275    | 2001–2005        | Oberarzt                          |
| Robert Jarczyk        | Dr. Erik G. Zwenger             | 158–275    | 2002–2005        | Oberarzt                          |
| Peter Prager          | Prof. Dr. Peter Gerlach         | 105–275    | 2001–2005        | Chefarzt                          |
| Claudia Vogt          | Dr. Susanne Korin               | 105–275    | 2002–2005        | Oberärztin                        |
| Jan Hartmann          | Luca Nissen                     | 238–275    | 2004–2005        | Pflegeschüler                     |
| Nadine Krüger         | Vanessa von Schütte             |            | 2000–2001        | Krankenschwester                  |
| Zacharias Preen       | Dr. Markus Jacobi               |            | 2000–2001        | Stationsarzt                      |
| Dietmar König         | Dr. Pascal Gröbe †              |            | 1997–, 2001–2003 | Stations-, dann Oberarzt          |
| Joana Schümer         | Dr. Vivian Sander               | 94–        | 2001–            |                                   |
| Juliane Gibbins       | Edda Bernstein                  | 92–        | 2001–            | Pflegeschülerin                   |
| Franz Tscherne        | Dr. Kaempfe                     |            | –2001            | Internist, Stationsarzt           |
| Stephen Dürr          | Konrad Krause                   |            | 2001–            | Pflegeschüler                     |
| Karim Köster          | Niko Kramer                     |            | 2001–            | Stationsarzt                      |
| Horst Kummeth         | Dr. Leonard Baumann             |            | 2000–            | Oberarzt, später Chefarzt         |
| Marc Niki Jondral     | Vincent Blum                    |            | 2000–            | Pflegeschüler                     |
| Oliver Elias          | Benjamin Töpper                 |            | 2000–2001        | Pflegeschüler                     |
| Olaf Rauschenbach     | Florian Krüger                  |            | 2000–            | Pflegeschüler                     |
| Heinrich Eyerund      | Erik Hansen                     |            | 1998–2000        | Pflegeschüler                     |
| Liv Tullia            | Isabelle Treppner               |            | 1998–2000        | Pflegeschülern                    |
| Marcus Michael Mies   | Nils Roth                       |            | 1998–2000        | Pflegeschüler                     |
| Nina Azizi            | Michaela Sanders                |            | 1998–2000        | Pflegeschülerin                   |
| Anja Nejarri          | Daniela                         |            | 1997–2000        | Krankenschwester                  |
| Giovanni Arvaneh      | Dr. Falkenberg                  |            | 1998–2000        | Stationsarzt                      |
| Karin Thaler          | Dr. Ulrike Kühn                 |            | 1999–            | Oberärztin                        |
| Wolfgang Pregler      | Dr. Eisenschmidt                |            | 1997–2005        | Leiter der Notaufnahme, Oberarzt  |
| Jörg Pintsch          | Dr. Benrath                     |            | 1999–2000        | stellv. Oberarzt                  |
| Andreas Elsholz       | Kai Schröder                    |            | 1998–2000        | Arzt im Praktikum                 |
| Davia Dannenberg      | Johanna „Jo“ Santos †           | 1–         | 1997–1998        | Pflegeschülerin                   |
| Sylvia Leifheit       | Susanne Wiegand                 | 1–         | 1997–1998        | Pflegeschülerin                   |
| Björn Casapietra      | Felix Brandner                  | 1–         | 1997–1998        | Pflegeschüler                     |
| Hans Heinz Moser      | Prof. Dr. Waizmann              | 1–         | 1997–1999        | Chefarzt                          |
| Simon Licht           | Dr. Jan Mauch                   | 1–         | 1997–1998        | Stationsarzt                      |
| Josef Ostendorf       | Sir Henry                       | 1–104      | 1997–2001        |                                   |
| Yasmina Filali        | Lea                             | 1-29       | 1997–1998        | Krankenschwester                  |

## Regie/Stab
- Schauspiel-Coach: Hermann Killmeyer
- Schauspiel-Coach: Heike Hanold-Lynch

## Wissenswertes
- Friedel Schümann war in der ganzen Zeit die einzige Schauspielerin, die von Anfang bis Schluss im Hauptcast der Serie war. Sie verkörperte die nette und gutmütige aber auch strenge und gerechte Oberschwester Irene.
- St. Angela lief zunächst montags um 18:50 Uhr in 48-minütigen Folgen, dann, nach dem Formatwechsel 2001, von Dienstag bis Freitag um 18:54 Uhr, allerdings jeweils 24 Minuten, abwechselnd mit Berlin, Berlin und anderen ARD-Produktionen (zum Beispiel Sternenfänger oder Ina & Leo).